# 喜马红景天
喜马红景天（学名：Rhodiola himalensis）是景天科红景天属的植物。分布于尼泊尔、锡金、不丹以及中国大陆的四川、云南、西藏等地，生长于海拔3,700米至4,200米的地区，常生于林下、山坡上以及灌丛中，目前尚未由人工引种栽培。

## 别名
喜马拉雅红景天（植物分类学报增刊）

## 特征
多年生草本。
根颈伸长，老的花茎残存，先端被三角形鳞片。
花茎直立，圆，常带红色，长25-50厘米，被多数透明的小腺体。
叶互生，疏覆瓦状排列，披针形至倒披针形或倒卵形至长圆状倒披针形，长17-27毫米，宽4-10毫米，先端急尖至有细尖，基部圆，无柄，全缘或先端有齿，被微乳头状突起，尤以边缘为明显，中脉明显。
花序伞房状，花梗细；雌雄异株；萼片4或5，狭三角形，长1.5-2毫米，基部合生；花瓣4或5，深紫色，长圆状披针形，长3-4毫米；雄蕊8或10，长2-3毫米，鳞片长方形，长1毫米，先端有微缺。雌花不具雄蕊；心皮4或5，直立，披针形，长6毫米，花柱短，外弯。
花期5-6月，果期8月。